# Yabuli (köpinghuvudort i Kina, Heilongjiang Sheng, lat 44,93, long 128,61)
Yabuli (kinesiska: 亚布力, 亚布力镇) är en köpinghuvudort i Kina. Den ligger i provinsen Heilongjiang, i den nordöstra delen av landet, omkring 180 kilometer sydost om provinshuvudstaden Harbin. Antalet invånare är 46 546. Befolkningen består av 22 329 kvinnor och 24 217 män. Barn under 15 år utgör 13,0 %, vuxna 15-64 år 78 %, och äldre över 65 år 8,0 %.
Runt Yabuli är det ganska tätbefolkat, med 65 invånare per kvadratkilometer. Yabuli är det största samhället i trakten. Trakten runt Yabuli består till största delen av jordbruksmark.
Genomsnittlig årsnederbörd är 933 millimeter. Den regnigaste månaden är juli, med i genomsnitt 190 mm nederbörd, och den torraste är januari, med 9 mm nederbörd.